# Aleksandra Jadczuk
Aleksandra Jadczuk (ur. 1974 w Gdańsku) – polska malarka abstrakcyjna, fotografka, graficzka; doktor habilitowana sztuk plastycznych; asystentka w Pracowni Kształcenia Podstaw Rysunku i Malarstwa; Prodziekan Wydziału Malarstwa Uniwersytetu Gdańskiego; uczestniczyła w wielu wystawach zbiorowych i indywidualnych w kraju i zagranicą.

## Życiorys
W 2001 roku ukończyła studia na Wydziale Malarstwa ASP w Gdańsku. W 2012 obroniła pracę doktorską O symbolach i znakach graficznych malarstwa. Znakowa natura obrazu, której promotorem był prof. Józef Czerniawski. W 2019 habilitowała się, przedstawiając pracę O poszukiwaniu przestrzeni – impresje.